# Friedrich-Karl Burckhardt
Friedrich-Karl Burckhardt (ur. 24 grudnia 1889, zm. 18 czerwca 1962) – niemiecki as myśliwski z czasów I wojny światowej z 5 potwierdzonymi zwycięstwami powietrznymi. Dowódca Jagdstaffel 25, Kest 4.
Friedrich-Karl Burckhardt w latach 1902–1904 służył w korpusie kadetów, a następnie w 54 Pułku Piechoty im. von der Goltza w Koszalinie. Licencję pilota uzyskał 27 maja 1913 roku. Został przeniesiony do wówczas tworzonych oddziałów lotniczych. Po wybuchu wojny od sierpnia 1914 roku do grudnia 1915 walczył na froncie wschodnim w jednostce wsparcia artylerii Fliegerabteilung 14. Po transferze do Fliegerabteilung 14 służył w jednostce do 28 listopada 1916 roku.
Od początku grudnia 1916 roku został mianowany dowódcą nowo utworzonej eskadry myśliwskiej Jagdstaffel 25 walczącej na froncie macedońskim.
Na początku wojny służył w 22 Pułku Artylerii Polowej. Do Luftstreitkräfte został przeniesiony w 1915 roku. Po przejściu szkolenia we Fliegerersatz Abteilung Nr. 5 25 października 1915 roku został przydzielony do FA(A) 207. W jednostce służył do marca 1917 roku. Następnie został przeniesiony do walczącej w Macedonii jednostki myśliwskiej Jasta 25.
Pierwsze potwierdzone zwycięstwo powietrzne odniósł 15 stycznia 1917 roku. Do lipca 1917 roku odniósł łącznie 5 zwycięstw powietrznych. Na początku lutego 1918 roku dowództwo nad Jasta 25 przekazał porucznikowi Augustowi Rose. W końcu lutego powrócił do Niemiec. Został przeniesiony do Kest 4 na stanowisko jej dowódcy.
Powojenne losy Friedrich-Karl Burckhardt nie są znane. Wiadomo tylko, że zmarł w 18 czerwca 1962 roku w Montabaur.

## Odznaczenia
- Order Królewski Hohenzollernów
- Krzyż Żelazny I i II Klasy
- Order Waleczności (Bułgaria)